# Zelia plumosa
Zelia plumosa là một loài ruồi trong họ Tachinidae.